# Lista över countyn i New York

Karta över countyn i delstaten New York.

I delstaten New York i USA finns 62 countyn, varav 57 utanför staden New York.
| County              | Huvudort (County Seat) | Grundat |
| ------------------- | ---------------------- | ------- |
| Albany County       | Albany                 | 1683    |
| Allegany County     | Belmont                | 1806    |
| Bronx County        | New York               | 1914    |
| Broome County       | Binghamton             | 1806    |
| Cattaraugus County  | Little Valley          | 1808    |
| Cayuga County       | Auburn                 | 1799    |
| Chautauqua County   | Mayville               | 1808    |
| Chemung County      | Elmira                 | 1836    |
| Chenango County     | Norwich                | 1798    |
| Clinton County      | Plattsburgh            | 1788    |
| Columbia County     | Hudson                 | 1786    |
| Cortland County     | Cortland               | 1808    |
| Delaware County     | Delhi                  | 1797    |
| Dutchess County     | Poughkeepsie           | 1683    |
| Erie County         | Buffalo                | 1821    |
| Essex County        | Elizabethtown          | 1799    |
| Franklin County     | Malone                 | 1808    |
| Fulton County       | Johnstown              | 1838    |
| Genesee County      | Batavia                | 1802    |
| Greene County       | Catskill               | 1800    |
| Hamilton County     | Lake Pleasant          | 1816    |
| Herkimer County     | Herkimer               | 1791    |
| Jefferson County    | Watertown              | 1805    |
| Kings County        | New York               | 1683    |
| Lewis County        | Lowville               | 1805    |
| Livingston County   | Geneseo                | 1821    |
| Madison County      | Wampsville             | 1806    |
| Monroe County       | Rochester              | 1821    |
| Montgomery County   | Fonda                  | 1772    |
| Nassau County       | Mineola                | 1899    |
| New York County     | New York               | 1683    |
| Niagara County      | Lockport               | 1808    |
| Oneida County       | Utica                  | 1798    |
| Onondaga County     | Syracuse               | 1792    |
| Ontario County      | Canandaigua            | 1789    |
| Orange County       | Goshen                 | 1683    |
| Orleans County      | Albion                 | 1824    |
| Oswego County       | Oswego                 | 1816    |
| Otsego County       | Cooperstown            | 1791    |
| Putnam County       | Carmel                 | 1812    |
| Queens County       | New York               | 1683    |
| Rensselaer County   | Troy                   | 1791    |
| Richmond County     | New York               | 1683    |
| Rockland County     | New City               | 1798    |
| Saratoga County     | Ballston Spa           | 1791    |
| Schenectady County  | Schenectady            | 1809    |
| Schoharie County    | Schoharie              | 1795    |
| Schuyler County     | Watkins Glen           | 1854    |
| Seneca County       | Ovid Waterloo          | 1804    |
| St. Lawrence County | Canton                 | 1802    |
| Steuben County      | Bath                   | 1796    |
| Suffolk County      | Riverhead              | 1683    |
| Sullivan County     | Monticello             | 1809    |
| Tioga County        | Owego                  | 1791    |
| Tompkins County     | Ithaca                 | 1817    |
| Ulster County       | Kingston               | 1683    |
| Warren County       | Queensbury             | 1813    |
| Washington County   | Fort Edward            | 1772    |
| Wayne County        | Lyons                  | 1823    |
| Westchester County  | White Plains           | 1683    |
| Wyoming County      | Warsaw                 | 1841    |
| Yates County        | Penn Yan               | 1823    |